# 분홍 드레스
《분홍 드레스》(프랑스어: La Robe rose, 영어: The Pink Dress)는 프레데리크 바지유가 1864년 23세의 나이에 그린 유화이다. 이 작품은 현재 파리의 오르세 미술관에 소장되어 있다.

## 설명
이 그림은 바지유의 사촌 여동생인 테레즈 데 주르(Thérèse des Hours)를 야외에서 그린 그림(엉 플레네)으로, 그녀는 몽펠리에에 있는 르 도메인 드 메릭(Le Domaine de Méric) 가문 소유지의 돌 난간에 앉아, 프랑스 남부 에로주 카스텔노르레즈의 마을을 바라보고 있다. 바지유와 데 주르 가족은 매년 여름, 마을이 내려다보이는 부지에서 여름을 보내곤 했다. 테레즈는 정원의 가장 끝 테라스에 등지고 앉아 있으며 분홍색에 은색 세로 줄무늬가 있는 드레스를 입고 검은색 앞치마를 두르고 있다. 바지유는 바르비종파의 전형적인 기법인 그림의 중심 부분을 나무로 둘러싸이게 하고 어두운 나무를 이용하여 관람자의 눈이 배경의 햇빛에 젖은 미디(Midi) 마을로 향하도록 유도했다.